# Füzikefélék
A füzikefélék (Phylloscopidae) a madarak osztályának verébalakúak (Passeriformes) rendjébe tartozó család.

## Rendszerezés
A családba az alábbi két nem tartozik:
- Phylloscopus (F. Boie, 1826) - 66 faj
- Seicercus (Swainson, 1837) - 11 faj